# 都東顕
都 東顕（ド・ドンヒョン、ト・ドンヒョン、朝鮮語: 도동현、1993年11月19日 - ）は、大韓民国ソウル特別市出身のプロサッカー選手。Kリーグ2・慶南FC所属。ポジションはミッドフィールダー。

## 来歴
輔仁高校ではチームの攻撃の中心として活躍。2011年10月、U-18韓国代表に選出され、AFC U-19選手権2012の予選に出場。翌年の1月にもU-19韓国代表に選ばれ、代表強化合宿に参加した。
高校卒業後、2012年に慶熙大学校へ進学したが、海外クラブへの入団を模索し、すぐに中退。入団テストを経て、同年7月にAリーグ・ブリスベン・ロアーFCへ3年契約で加入した。監督の高い評価を得て、開幕戦に途中出場でデビューしたものの、その後は出場機会には恵まれなかった。
2013年5月下旬より、Jリーグ・FC岐阜の練習に参加。スピードあふれるドリブルが評価され、7月に岐阜へ正式に移籍加入した。2014年6月、契約満了により岐阜を退団。
同年8月、インディアン・スーパーリーグのノースイースト・ユナイテッドFCへ移籍加入。
2015年6月27日、イースト・ベンガルFCに移籍。
2017年1月11日、マレーシア・スーパーリーグのUiTM FCに移籍。
2017年11月23日、ケランタンFAに移籍。

## 所属クラブ
ユース経歴
- 輔仁中学校
- 輔仁高等学校

プロ経歴
- 2012年 - 2013年  ブリスベン・ロアーFC
- 2013年7月 - 2014年6月  FC岐阜
- 2014年  ノースイースト・ユナイテッドFC
- 2015年 - 2016年  イースト・ベンガルFC
- 2017年  UiTM FC
- 2018年　 ケランタンFA
- 2018年　 トレンガヌFC II
- 2019年 -  慶南FC

## 個人成績
| 国内大会個人成績 | 国内大会個人成績 | 国内大会個人成績 | 国内大会個人成績 | 国内大会個人成績 | 国内大会個人成績 | 国内大会個人成績 | 国内大会個人成績 | 国内大会個人成績 | 国内大会個人成績 | 国内大会個人成績 | 国内大会個人成績 |
| 年度             | クラブ           | 背番号           | リーグ           | リーグ戦         | リーグ戦         | リーグ杯         | リーグ杯         | オープン杯       | オープン杯       | 期間通算         | 期間通算         |
| 年度             | クラブ           | 背番号           | リーグ           | 出場             | 得点             | 出場             | 得点             | 出場             | 得点             | 出場             | 得点             |
| オーストラリア   | オーストラリア   | オーストラリア   | オーストラリア   | リーグ戦         | リーグ戦         | リーグ杯         | リーグ杯         | FFA杯            | FFA杯            | 期間通算         | 期間通算         |
| ---------------- | ---------------- | ---------------- | ---------------- | ---------------- | ---------------- | ---------------- | ---------------- | ---------------- | ---------------- | ---------------- | ---------------- |
| 2012-13          | ブリスベン       | 16               | Aリーグ          | 3                | 0                | -                | -                | -                | -                | 3                | 0                |
| 日本             | 日本             | 日本             | 日本             | リーグ戦         | リーグ戦         | リーグ杯         | リーグ杯         | 天皇杯           | 天皇杯           | 期間通算         | 期間通算         |
| 2013             | 岐阜             | 32               | J2               | 2                | 0                | -                | -                | 0                | 0                | 2                | 0                |
| 2014             | 岐阜             | 18               | J2               | 3                | 0                | -                | -                | -                | -                | 3                | 0                |
| インド           | インド           | インド           | インド           | リーグ戦         | リーグ戦         | リーグ杯         | リーグ杯         | オープン杯       | オープン杯       | 期間通算         | 期間通算         |
| 2014             | ノースイースト   |                  | ISL              |                  |                  | -                | -                | -                | -                |                  |                  |
| 通算             | オーストラリア   | オーストラリア   | Aリーグ          | 3                | 0                | -                | -                | -                | -                | 3                | 0                |
| 通算             | 日本             | 日本             | J2               | 5                | 0                | -                | -                | 0                | 0                | 5                | 0                |
| 通算             | インド           | インド           | ISL              |                  |                  | -                | -                | -                | -                |                  |                  |
| 総通算           | 総通算           | 総通算           | 総通算           | 8                | 0                | -                | -                | 0                | 0                | 8                | 0                |

- Jリーグ初出場 - 2013年7月20日 J2第25節 対アビスパ福岡（岐阜メモリアルセンター長良川競技場）

## 代表歴
- U-18韓国代表
  - AFC U-19選手権2012 (予選)
- U-19韓国代表